# Klaus Wiswe
Klaus Wiswe (* 30. Oktober 1955 in Böddenstedt, Landkreis Uelzen) ist ein deutscher Politiker (CDU) und war von 1999 bis 2021 fast 23 Jahre lang hauptamtlicher Landrat im Landkreis Celle.
Wiswe wuchs in Unterlüß im Landkreis Celle auf. Nach dem Abitur studierte er Angewandte Rechtswissenschaften in Berlin und Göttingen. Er arbeitete kurze Zeit als Rechtsanwalt, war dann Referent und Dezernent in der Verwaltung des Landes Niedersachsen. Ab 1991 war er in der Kreisverwaltung Celle als Dezernent für die Aufgabenbereiche Soziales, Jugend, Gesundheit, Umwelt und Bauen sowie für die Regionalplanung tätig. Klaus Wiswe ist mit der Tierärztin Dr. Birgit Wiswe verheiratet und hat einen Sohn und eine Tochter.
Am 21. Februar 1999 wurde er als Kandidat der CDU zum ersten hauptamtlichen Landrat des Landkreises Celle gewählt. Als Jugendlicher war er kurzzeitig auch Jungsozialist gewesen. Bei den Kommunalwahlen am 10. September 2006 wurde er im ersten Wahlgang mit 54,3 % der Stimmen im Amt bestätigt. Erneut wiedergewählt wurde er mit 59,85 % am 25. Mai 2014. Im Oktober 2020 kündigte er an, bei der Wahl 2021 nicht erneut kandidieren zu wollen. Am 31. Oktober 2021 endete seine außergewöhnlich lange Amtszeit als Landrat. Wenige Tage zuvor wurde Klaus Wiswe mit einem Festakt im Celler Schlosstheater vom Ministerpräsidenten des Landes Niedersachsen, Stephan Weil, in den Ruhestand verabschiedet. Sein Nachfolger ist Axel Flader.       
Wiswe ist Präsident des niedersächsischen Landkreistages.
Klaus Wiswe betätigte sich ehrenamtlich gelegentlich als DJ.

## Auszeichnungen
- Verdienstkreuz Erster Klasse des Niedersächsischen Verdienstordens (2024)